# Madonna col Bambino (Donatello Louvre)
La Madonna col Bambino di Donatello è un'opera in terracotta policroma (102x74 cm) esposta al Museo del Louvre di Parigi; viene datata al 1440 circa.

## Storia
L'opera venne acquistata dal Louvre nel 1880 e da allora è stata alternativamente attribuita a Donatello a alla sua cerchia, con varie controversie anche sulla datazione. Il 1440 circa è il periodo di opere colte e aggraziate (come il celebre David), per cui vi viene generalmente collocata anche questa Madonna.

## Descrizione e stile
Lo stato di conservazione dell'opera è molto buono e la qualità artistica è molto alta, che ha fatto ritenere un intervento diretto del maestro. La Madonna, seduta su un sedile dorato, tiene sulle ginocchia il bambino, vestito solo di una tunichetta che lo lascia scoperto da sotto l'ombelico in giù. La presa è salda e bilancia lo spostamento delle figure verso sinistra, dove entrambe guardano per ragioni non ancora chiarite. Pur mancando il contatto visivo tra Madre e Figlio, la scena rappresentata trasmette un notevole senso di intimità, espresso dalla dolcezza dell'abbraccio.
Notevolissima è la rappresentazione delle stoffe, spesso intessute d'oro e con decorazioni a sottile rilievo. Lo sfondo dorato, di sapore arcaico, è qui giustificato da un tendaggio, e fa risaltare il delicato candore degli incarnati.